# Synaphea hians
Synaphea hians är en tvåhjärtbladig växtart som beskrevs av Alexander Segger George. Synaphea hians ingår i släktet Synaphea och familjen Proteaceae. Inga underarter finns listade i Catalogue of Life.